# Жардин (Сеара)
Жардин (порт. Jardim)  —  муниципалитет в Бразилии, входит в штат Сеара. Составная часть мезорегиона Юг штата Сеара. Входит в экономико-статистический  микрорегион Карири. Население составляет 28 225 человек на 2006 год. Занимает площадь 457,034 км². Плотность населения — 61,8 чел./км².

## Статистика
- Валовой внутренний продукт на 2003 составляет 43.998.857,00 реалов (данные: Бразильский институт географии и статистики).
- Валовой внутренний продукт на душу населения на 2003 составляет 1.606,15 реалов (данные: Бразильский институт географии и статистики).
- Индекс развития человеческого потенциала на 2000 составляет 0,642 (данные: Программа развития ООН).